# Agelasta yonaguni
Agelasta yonaguni es una especie de escarabajo longicornio del género Agelasta, categorizada en la tribu Mesosini, de la subfamilia Lamiinae. Fue descrita por Hayashi en 1962.

## Descripción
Mide 11-18 mm de longitud.

## Distribución
Se distribuye por Asia: Japón.